# 수북학구당
수북학구당(水北學求堂)은 대한민국 전라남도 담양군 수북면 오정리에 있는 건축물이다. 1984년 2월 29일 전라남도의 문화재자료 제13호로 지정되었다.

## 개요
조선시대에 많은 유생들을 배출하였던 곳이다. 성종 4년(1473)에 박씨·남씨·진씨의 세 성씨가 세웠는데 호랑이의 피해가 있어서 철폐하였다. 그 뒤 숙종 35년(1709)에 김·이·우·정씨의 사성이 처음 있던 학구당에서 300여m 떨어진 곳에 새롭게 학구당을 세웠다. 지금 있는 수북학구당 건물은 1966년에 고쳐 지은 것이다.
규모는 앞면 4칸·옆면 2칸이며, 지붕은 옆면에서 볼 때 여덟 팔(八)자 모양인 팔작지붕으로 꾸몄다.
수북학구당은 새로운 나라의 정치·사회 이념에 따라 당시 정책을 세우는데 필요한 구조물이었던 것이다.

## 참고 자료
- 수북학구당 - 국가유산청 국가유산포털